# DAZN
DAZN ([dəˈzoːn], Elision von engl. ‚da zone‘, ‚im Tunnel sein‘) ist ein kostenpflichtiger Streamingdienst, der seit August 2016 betrieben wird und Sportübertragungen über das Internet anbietet.

## Hintergrund
DAZN wurde 2016 von der Perform Group gegründet, die mehrheitlich zur Beteiligungsgesellschaft Access Industries von Leonard Blavatnik gehört. Im Jahr 2018 wurde der ehemalige CEO von ESPN John Skipper als Aufsichtsratsvorsitzender eingesetzt, seit März 2021 leitet der frühere Disney- und ByteDance-Manager Kevin A. Mayer den Aufsichtsrat. Im April 2019 hat die Perform Group ihren Sportdaten-Zweig veräußert und sich im Zuge dieser Neustrukturierung in DAZN Group umbenannt.
Im Dezember 2018 lag der Schätzwert von DAZN bei rund 3 Milliarden britischen Pfund, womit es als eines der wenigen Tech Unicorns des Vereinigten Königreichs galt.
Im September 2019 wurde DAZN in einer von SensorTower veröffentlichten Rangliste als weltweit umsatzstärkste Mobile App im Sportbereich (1. Halbjahr 2019) gereiht.

## Profil
DAZN erwarb 2016 durch die Perform Group Übertragungsrechte an der englischen Premier League für Deutschland, Österreich und die Schweiz ab der Saison 2016/2017, die bis dahin Sky Deutschland besessen hatte. Zuvor war für rund 2 Milliarden US-Dollar das exklusive Rechtepaket der japanischen J-League erworben worden. Nach eigenen Angaben will DAZN aggressiv auf dem Sportrechtemarkt für den deutschsprachigen Raum auftreten und wird dazu auf einer Basis von zehn bis zwölf Jahren finanziert. Für Aufmerksamkeit hat der Erwerb eines großen Teils der UEFA-Champions-League-Rechte und der kompletten UEFA-Europa-League-Rechte im deutschsprachigen Raum für die drei Spielzeiten von 2018/19 bis 2020/21 gesorgt. Im Sommer 2019 wurde zudem bekannt, dass DAZN im Zuge einer Kooperation mit dem Sportsender Eurosport dessen bisheriges Rechtepaket zur deutschen Bundesliga übernommen hat. Damit zeigt DAZN ab der Saison 2019/20 erstmals in Deutschland exklusiv Livespiele der deutschen Bundesliga. Im März 2023 startete DAZN mit dem Streaming-Sender DAZN RISE den ersten eigenständigen Sender für Frauensport in Deutschland und Österreich.
Übertragen wurden im Jahre 2017 etwa 8000 Livesendungen. Die Gelder für die Sportübertragungsrechte stammen vom Mehrheitseigentümer der DAZN Group, Access Industries.
Quotenmeter.de ging im August 2016 von einem über 100 Mitarbeiter umfassenden Redaktions-, Kommentatoren- und On-Air-Promotion-Team am deutschen Produktionsstandort Ismaning bei München aus.

## Zugang und Übertragungswege
DAZN ist seit August 2016 in Deutschland, Österreich, der Schweiz und Japan verfügbar, seit 2017 in Kanada, seit 2018 in Italien und den USA und seit 2019 in Spanien und Brasilien.
Der Zugang zu DAZN ist nur im Rahmen eines kostenpflichtigen Abonnements möglich. DAZN bietet nach eigenen Angaben Auflösungen von 720p oder 1080p (Full HD), wenn eine Internetverbindung von mindestens 6 Mbit/s besteht. Übertragen werden Inhalte per Internet-Streaming auf stationäre und mobile Geräte wie Desktop- und Laptop-Computer, Streamingboxen, Smart-TVs, Smartphones, Tablets oder Spielkonsolen (Over-the-top content). Aufgrund einer Kooperation zwischen Sky und DAZN ist es ebenfalls möglich, über einen Sky Q Receiver DAZN zu streamen. In einem Testgebiet in Norderstedt konnte DAZN eine Zeit lang auch über den Kabelanbieter wilhelm.tel empfangen werden.
Seit November 2020 lassen sich die Sender DAZN 1 und DAZN 2 über Kabel bei Vodafone empfangen. Seit Sommer 2021 besteht aufgrund einer Kooperation zwischen DAZN und Sky für Sky-Kunden die Möglichkeit, DAZN in Deutschland und Österreich über Sky Q, Sky+ und der Sky Q Mini Box dazubuchen zu können. Die Abrechnung und der Kundenservice erfolgen via Sky. Kunden erhalten dann Zugang zur DAZN-App, sowie zu den zwei linearen DAZN-Kanälen, DAZN 1 und DAZN 2 in HD. Seit 13. Februar 2022 können die Sender DAZN 1 und DAZN 2 über Kabel auch bei Vodafone West empfangen werden.
Bei einem DAZN-Abo ist der Empfang auch im Ausland möglich: man kann sich einloggen und überall in der EU das DAZN-Programm seines Heimatlandes ansehen.
Sky Sportsbars hatten von 2018 bis Sommer 2021 die Möglichkeit, auf zwei Kanälen (DAZN 1 Bar HD & DAZN 2 Bar HD) im Rahmen eines Abo über Astra Satellit oder Kabel-TV zu empfangen. Diese Kanäle wurden im Juli 2021 zugunsten einer eigenständigen Business-Lösung namens „DAZN For Business“ eingestellt. Geschäftskunden wie Bars, Hotels, Restaurants oder Sportheime erhalten mit der DAZN-TV-Box Zugriff auf die DAZN-Inhalte.

## Sportübertragungsrechte im deutschsprachigen Raum

### Fußball

#### Bundesliga
Zur Saison 2019/20 übernahm DAZN Übertragungsrechte für die Bundesliga von Eurosport. In den nächsten zwei Saisons übertrug DAZN live die 30 Freitagsspiele, die fünf Sonntagsspiele um 13:30 Uhr sowie die Montagsspiele der Bundesliga. Dazu kamen noch die 8 Relegationsspiele sowie der DFL-Supercup.
Für den Zeitraum 2016/17 bis 2020/21 zeigte DAZN zudem Zusammenfassungen aller Spiele der deutschen Fußball-Bundesliga, was für die Saison 2016/17 auf einer Partnerschaft mit dem Axel-Springer-Konzern, der die Rechte an den Online-Zusammenfassungen hielt, beruhte. Ab der Saison 2017/18 war DAZN Rechteinhaber der sogenannten Highlight-Berichte (vormals Bild.de). Zur Saison 2021/22 wechselten die Highlight-Rechte zu Sport1.
Im Juli 2020 erwarb DAZN ein neues Rechtepaket von der DFL für insgesamt vier Spielzeiten, beginnend mit der Saison 2021/22 bis Ende der Saison 2024/2025. Seitdem überträgt der Sender alle Freitags- und Sonntagsspiele der Bundesliga (insgesamt 106 Partien).
Für die Spielzeiten 2025/2026 bis 2028/2029 ist es DAZN gelungen, weiter in die einst von Sky dominierten Übertragungsrechte an der Bundesliga vorzudringen: DAZN übernimmt die Konferenz-Berichterstattung an den Sonnabend-15:30-Uhr-Spielen, während Sky nur noch die Rechte an den Einzelspielen zu dieser Zeit hat. Auch die Sonntagsspiele überträgt wie bisher weiterhin DAZN, während das Freitagabendspiel und das Sonnabend-Abendspiel, der Supercup und die Relegationsspiele von Sky übertragen werden.

#### UEFA Champions League
Von 2018 bis 2021 zeigte DAZN in Deutschland und Österreich als Sublizenznehmer Spiele der UEFA Champions League. Hauptlizenznehmer war Sky. Die Aufteilung der Spiele erfolgte nach einem zwischen den beiden Akteuren fix vereinbarten Schlüssel. Nach einer Meldung des Kicker hing die Anzahl der Übertragungen auch von der Anzahl der deutschen Teilnehmer, besonders in den K.-o.-Runden, ab. Die Grundformeln der getroffenen Vereinbarungen liefen darauf hinaus, dass in der entscheidenden Phase des Wettbewerbs die Hinspiele ab dem Achtelfinale bei DAZN liefen; bei den Rückspielen hatte Sky das erste Wahlrecht und konzentrierte sich vor allem auf die Spiele der Bundesliga-Mannschaften. Sky zeigte zudem alle Konferenzen, durfte aber maximal 30 Minuten pro Spiel übertragen. Insgesamt sendete DAZN 110 Spiele live, Sky 34 Spiele und die Konferenzen. In der Branche wird spekuliert, dass beide Unternehmen 600 Millionen Euro für die drei Spielzeiten bis 2020/21 ausgegeben haben.
Im Dezember 2019 wurde bekannt, dass DAZN sich ab 2021 noch umfassendere Übertragungsrechte für drei Champions-League-Spielzeiten gesichert hat. Ab der Saison 2021/22 bis zum Ende der Saison 2023/24 teilt sich DAZN nun die Spiele mit Amazon auf, Sky hält keine Übertragungsrechte mehr. Dabei ist jeweils ein Dienstagsspiel pro Spieltag auf Amazon zu sehen (insgesamt 16 Spiele), die restlichen Spiele werden von DAZN übertragen. Insgesamt übertragt DAZN in den drei Spielzeiten jeweils 121 von 137 Champions-League-Spielen exklusiv.
Auch für die Spielzeiten 2024/25 bis 2026/27 verbleibt es hinsichtlich der UEFA Champions League bei der Aufteilung der Übertragungsrechte zwischen DAZN und Amazon. Überdies hat sich das Zweite Deutsche Fernsehen erneut die Übertragungsrechte fürs Endspiel, das 2025 in der Münchner Allianz Arena stattfindet, gesichert. Darüber hinaus präsentiert das Zweite Deutsche Fernsehen in jeder Champions-League-Woche immer am Mittwoch ausführliche Zusammenfassungen der Spiele im Rahmen des „sportstudio UEFA Champions League“.

#### UEFA Europa League
Für die Saisons 2018/19 bis 2020/21 besaß DAZN die Rechte, alle Spiele der UEFA Europa League in Deutschland und Österreich zu übertragen. Am 26. Januar 2020 wurde bekannt, dass sämtliche Rechte an der UEFA Europa League ab der Saison 2021/22 für drei Jahre an die Mediengruppe RTL gehen. DAZN hat somit derzeit keine Übertragungsrechte mehr.

#### UEFA Nations League
Im September 2018 erwarb DAZN die Rechte an den ersten beiden Spielzeiten der UEFA Nations League für Deutschland, Österreich und die Schweiz. Exklusiv gezeigt werden alle Partien, mit Ausnahme der Spiele der jeweiligen Nationalmannschaften.

#### UEFA Women's Champions League
Am 30. Juni 2021 wurde bekannt, dass DAZN sich bis 2025 die globalen Übertragungsrechte an der UEFA Women’s Champions League gesichert hat. In den ersten beiden Spielzeiten (2021–2023) werden alle 61 Spiele ab der Gruppenphase live und auf Abruf auf DAZN sowie auf dem neuen UEFA Women’s Champions League YouTube-Kanal von DAZN gezeigt. Für die darauf folgenden beiden Spielzeiten (2023–2025) werden alle 61 Spiele live und auf Abruf auf DAZN zu sehen sein, während 19 Spiele parallel auf dem YouTube-Kanal von DAZN zur Verfügung gestellt werden. In Deutschland, Österreich & der Schweiz werden die Spiele der deutschen Mannschaften mit deutschem Kommentar live auf DAZN angeboten.

#### Europäische Fußballligen
Im Bereich Fußball überträgt DAZN zudem Spiele der Sky Bet Championship (England), der Scottish Premiership (Schottland), der Superligaen (Dänemark), der Serie A (Italien), der Ligue 1 (Frankreich), der LaLiga Santander (Spanien), der Eredivisie (Niederlande), der Primeira Liga (Portugal), der Allsvenskan (Schweden), der Jupiler Pro League (Belgien), der Prva HNL (Kroatien), der Chinese Super League (China), der A-League Men (Australien), der Major League Soccer (USA), der Copa Libertadores (Südamerika), der Copa Sudamericana (Südamerika) sowie Freundschaftsspiele und nationale Pokalwettbewerbe.

### Andere Sportarten
Jenseits des Fußballs befinden sich im Angebot von DAZN
- American Football der NFL (50 Spiele der Regular Season, 10 Play-off-Spiele, Super Bowl, NFL Red Zone, selektiv PreSeason Games und den 24/7 Sender NFL Network),[41]
- Basketball (über 250 Spiele der NBA,[42] der 24/7 Sender NBA TV,[43] die Basketball Champions League[44] die spanische Liga ACB und andere)
- Baseball (MLB, Regular Season + Postseason und der 24/7 Sender MLB Network),[45]
- Boxen (Weltmeisterschafts- und Showkämpfe)
- Darts (PDC World Darts Championship (PDC), Premier League Darts, World Cup of Darts, Grand Slam of Darts mit Sport1 und alle anderen PDC-Majors exklusiv),
- Handball[46] (EHF Champions League, EHF-Pokal)
- Hockey[47]
- Mixed Martial Arts (UFC, Bellator)
- Motorsport (u. a. Motorrad-Weltmeisterschaft, Rallycross)
- die verschiedenen Wettbewerbe der NCAA,
- Tennis (WTA)[48] sowie
- Wrestling (WWE SmackDown, WWE Raw)[49]
- weitere Sportarten, etwa Extremsport[14][50] sowie E-Sports, Pferderennen, Sportfischen, Radsport, Kricket, Snooker und Poolbillard.[51]

Im April 2017 wurde gemeldet, dass sich DAZN auch die Rechte an der Major League Baseball (Nordamerika) für vier Jahre gesichert hat. Am 9. Juni 2017 wurde bekannt, dass DAZN bis 2018 alle wichtigen internationalen Hockey-Events in Deutschland, Österreich und der Schweiz überträgt.

### Kommentatoren und Moderatoren
- Adrian Geiler (Fußball, Darts)
- Adrian van der Groeben (Feldhockey)
- Alex Schlüter (Fußball, Basketball)
- Andreas Kraniotakes (UFC)
- Andreas Renner (Fußball, NFL)
- Andres Veredas (Fußball, Basketball)
- Ann-Sophie Kimmel (Fußball)
- Benni Zander (Fußball, Basketball)
- Carsten Fuß (Fußball)
- Chris Putz (Fußball, NFL)
- Chris Schimmel (NFL)
- Christian Blunck (Feldhockey)
- Christina Rann (Fußball)
- Christoph Fetzer (Fußball, NFL)
- Christoph Stadtler (Fußball, NFL, Basketball)
- Daniel Günther (Fußball)
- Daniel Herzog (Fußball)
- Daniel Höhr (NFL)
- David Ploch (Fußball)
- Elias Stefanescu (UFC, Boxen)
- Elmar Paulke (Fußball, Darts)
- Fabian Pavlakovic (Fußball)
- Felix Keil (Fußball)
- Flo Hauser (Fußball, NFL)
- Florian Berrenberg (NFL)
- Florian Pertsch (Basketball)
- Franz Büchner (Fußball, NFL)
- Freddie Schulz (Fußball, NFL, Motorsport, Basketball)
- Freddy Harder (Fußball, Basketball)
- Gari Paubandt (Handball)
- Guido Hüsgen (Fußball, Motorsport)
- Günter Zapf (NFL)
- Hans von Brockhausen (Fußball)
- Harold McMillan (NFL)
- Jan Lüdeke (Fußball)
- Jan Platte (Fußball)
- Joachim Hebel (Fußball)
- Julian Engelhard (Fußball, NFL)
- Laura Wontorra (Fußball)
- Lukas Bergmann (NFL)
- Lukas Schönmüller (Fußball, Basketball)
- Manuel Angstenberger (Fußball)
- Marcel Seufert (Fußball)
- Marco Hagemann (Fußball)
- Mario Bast (NFL)
- Mario Rieker (Fußball)
- Mark Bergmann (UFC)
- Martin Gräfe (Basketball)
- Martin Kern (Fußball, Darts, Basketball)
- Martin Pfanner (NFL)
- Matthias Gindorf (NFL)
- Matthias Naebers (Fußball)
- Max Gross (Fußball)
- Max Siebald (Fußball, Basketball)
- Michael Born (Fußball, Handball)
- Michael Brandes (Fußball)
- Michael Seyberth (Fußball, Motorsport)
- Miriam Sinno (Fußball)
- Nico Seepe (Fußball)
- Oliver Faßnacht (Fußball)
- Oliver Forster (Fußball)
- Patrick Gerspacher (Fußball, NFL)
- Ruben Zimmermann (Fußball)
- Sascha Bacinski (Fußball)
- Sascha Staat (Handball)
- Sebastian Hackl (UFC)
- Sebastian Ulrich (Basketball)
- Simon Sterzer (Fußball, NFL, Basketball)
- Stefan Galler (Fußball)
- Stefan Koch (Basketball)
- Tim Hauck (Fußball)
- Tobias Dietrich (NFL)
- Tobias Fischbeck (Fußball)
- Tobias Schimon (Handball)
- Tobias Wahnschaffe (Fußball)
- Tom Kirsten (Fußball, Darts)
- Torsten Tschoepe (Handball)
- Uli Hebel (Fußball, Boxen)
- Uwe Morawe (Fußball)
- Uwe Semrau (Handball)

## HDTV-Streaming-Kanäle
- Eurosport 1
- Eurosport 2
- Sportdigital
- NBA TV
- MLB Network
- NFL Network
- RedZone
- Red Bull TV
- WWE Network (nur Inhalte auf DAZN 2)
- Unbeaten

## Name
DAZN wird im Englischen gesprochen als Da Zone, abgeleitet von The Zone (deutsch: „Die Zone“), womit der Zustand beschrieben wird, völlig auf ein Spiel konzentriert zu sein.